# Баттс, Пегги
Мэри Элис «Пегги» Баттс (англ. Mary Alice "Peggy" Butts), CND (15 августа 1924 года, Глейс-Бэй — 6 марта 2004 года) — канадская католическая монахиня. Сенатор Канады от Новой Шотландии (1997—1999).

## Биография
Пегги Баттс родилась 15 августа 1924 года (в день католического праздника Вознесения Девы Марии) в Глейс-Бэй, Новая Шотландия.
Была монахиней Конгрегации Нотр-Дам в Монреале. Одновременно окончила Оттавский университет, получив там сразу несколько степеней (бакалавр искусств по философии, бакалавр образования, магистр политической философии), затем получила степень доктора философии в области политической философии в Торонтском университете.
Всю свою жизнь работала в сфере образования — школьным учителем, затем директором средней школы и, наконец, университетским профессором. Преподавала в Университете святого Франциска Ксаверия и в Университетском колледже Кейп-Бретона (ныне Университет Кейп-Бретона).
В возрасте 73 лет Пегги Баттс была назначена в Сенат Канады. Согласно требованиям к сенаторам, установленным ещё при создании Канадской конфедерации в 1867 году, сенатор должен обладать землёй стоимостью не менее 4000 долларов в провинции, которую он представляет, а также имуществом стоимостью не менее 4000 долларов сверх долгов и обязательств. Однако Пегги Баттс, принявшая обет бедности, никогда не владела землёй. Это создало проблему при её назначении в Сенат, которая была улажена после того, как Конгрегация Нотр-Дам формально перевела небольшой участок земли на её имя. Став сенатором, всю свою зарплату Баттс перечисляла на благотворительность. Два года спустя, достигнув предельного для сенаторов 75-летнего возраста, она подала в отставку.
Пегги Баттс умерла в 2004 году в возрасте 79 лет.

## Семья
Племянник Пегги — Джеральд Баттс, политический консультант, работавший секретарём премьера Онтарио Далтона Макгинти (1999—2008) и премьер-министра Канады Джастина Трюдо (2015—2019). В интервью, данном газете The Globe and Mail, Джеральд Баттс отметил, что его тётя всегда оказывала на него большое влияние.

## Награды
- премия Вейлера (1995) — в знак признания её вклада в общественное и социальное развитие Канады;
- почётный доктор Университета святого Франциска Ксаверия (1996).